# バウーティー
バウーティー(アラビア語: الباويطي, al-Bāwīṭī)は、エジプト西部砂漠にある町である。人口は30000人あり、バハレイヤ・オアシス最大の村落である。ミイラの眠る巨大な墓が存在することが確認されており、1990年代末期に、大量のミイラが、一部はマスクをつけた状態のまま発見された。

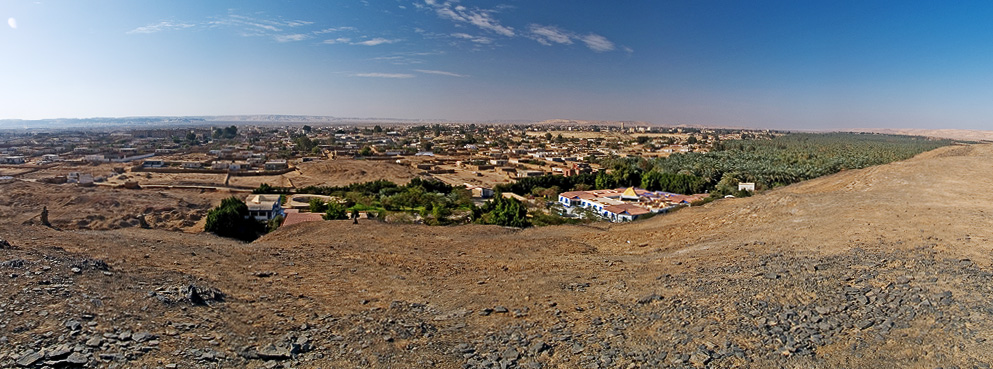
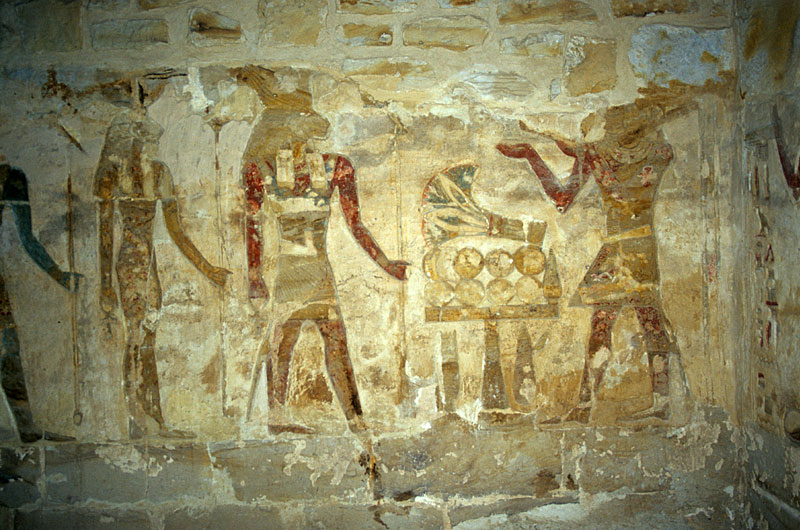
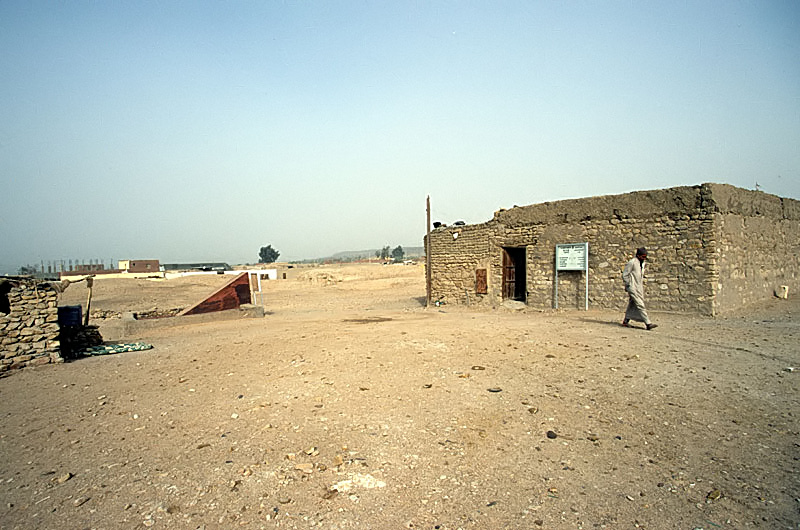
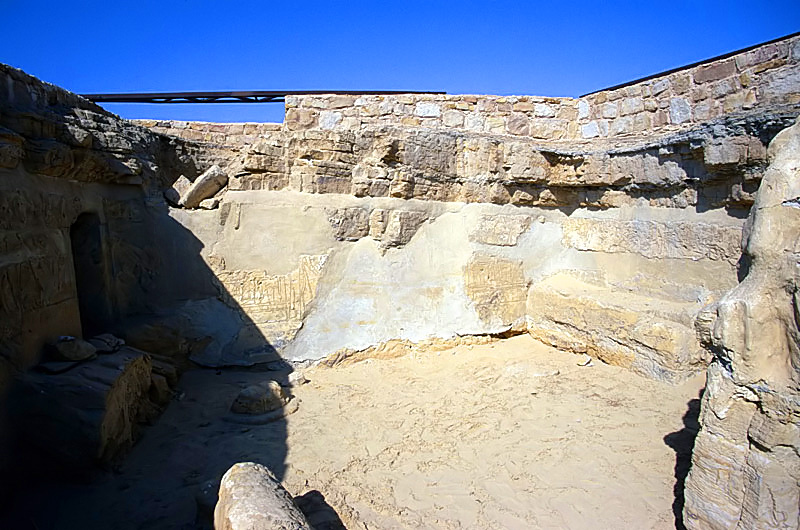
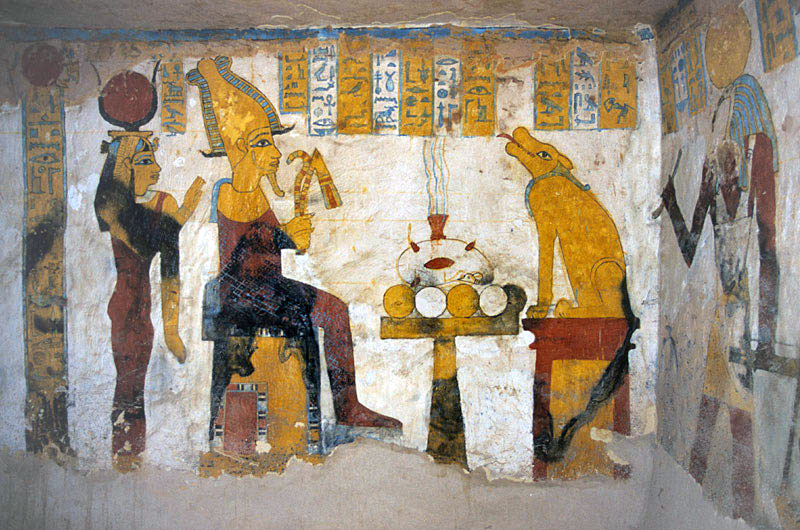